# 関田為平
関田 為平（せきだ ためへい、1885〜1956）は高知県長岡郡大篠村（現 南国市）の社会教育家。

## 経歴・人物
社会教育家。明治18年10月29日長岡郡大篠村 大そね乙1746（南国市）に生まれる。父可通、母喜代。県立第一中学校をへて、第一高等学校3年を中退する。高知市に無料施療所を開設し、大正6年頃には高知県連合青年団を結成して副会長 となり、長岡郡連合会長を兼任した。処女団を創設、部落解放運動として部落内青年団、処女団運動を起こす。からわら貧しい優秀な青年には学資を提供した。大正8年県会議員に当選。また大篠村長 や修養団高知県連合会 理事を務め 希望社や生長の家にも関係する。こうした運動に 30町歩ほどの所有地を投入した。戦後農地委員や選挙管理委員等を務める。昭和31年2月22日没 70歳

## 親族
- 父:関田可通
- 母：関田喜代（蒲原源次の長女）
- 妻:関田茂樹（関田英穂の長女）
- 長男:愼一、長女:信子、二女:順子、三女:満壽子、四女:登美子、二男:健二、三男:正道、五女:千里、四男:長生
- 孫:関田康慶（健二の長男）
- 孫:典義（康慶の二男）
- 来孫:康誠（典義の長男）